# Nieznany żołnierz (film 1985)
Nieznany żołnierz (fin. Tuntematon sotilas) – fiński dramat wojenny z 1985 roku w reżyserii Rauniego Mollberga. Ekranizacja poczytnej powieści Väinö Linny pod tym samym tytułem i jednocześnie remake wcześniejszej ekranizacji tej powieści z 1955 roku w reżyserii Edvina Lainego. 
Film opowiada o grupie fińskich żołnierzy biorących udział w wojnie z ZSRR w latach 1941-44.

## Obsada
Źródło: Filmweb
- Pirkka-Pekka Petelius - Hietanen
- Paavo Liski - Rokka
- Mika Mäkelä - Rahikainen
- Risto Tuorila - Koskela
- Pertti Koivula - Lahtinen

i inni. 